# Teatro Carlo Felice

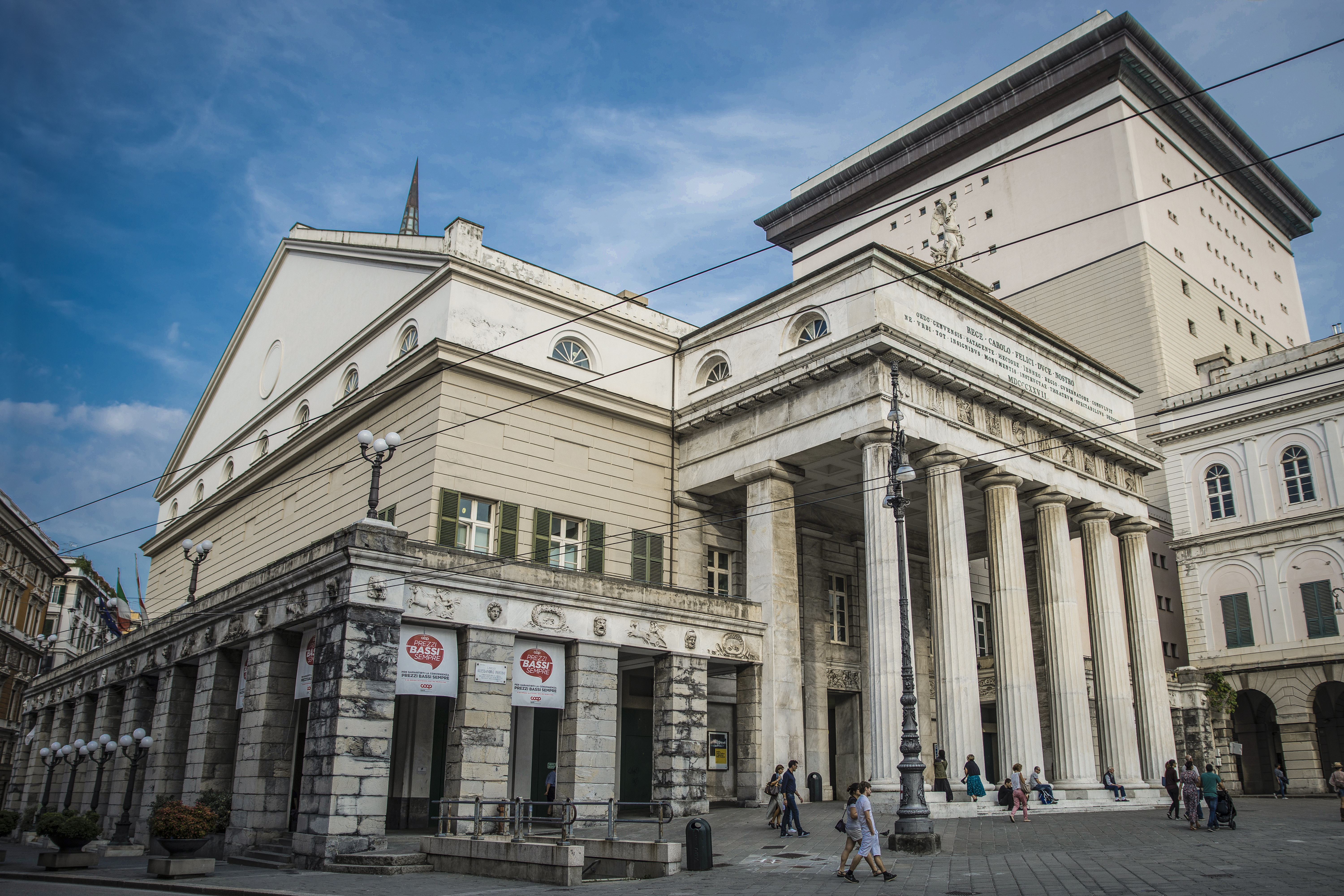
Teatro Carlo Felice.

El teatro Carlo Felice es la principal sala de ópera de Génova, Italia, utilizada para las representaciones de ópera, ballet, música orquestal, y en los considerandos. Se encuentra en la plaza De Ferrari. 

## Historia

### La inauguración y los primeros años

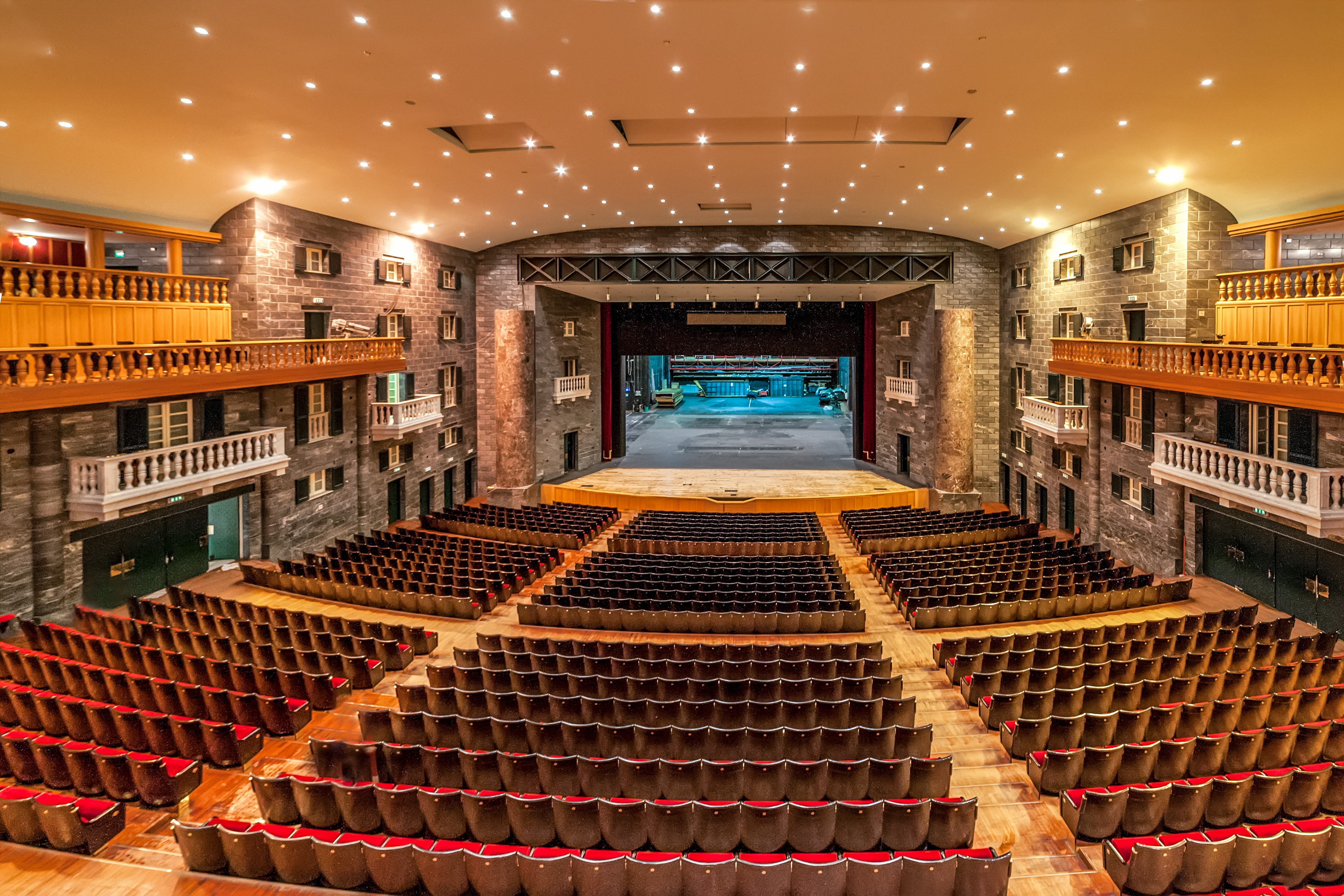
Interior.

La sala lleva el nombre del rey Carlos Félix de Cerdeña, y data del 24 de diciembre de 1824, cuando el excelentísimo departamento de teatro fue establecido. El 31 de enero de 1825, el arquitecto local, Carlo Barabino, presentó su diseño para la casa de la ópera que se iba a construir en el sitio de la iglesia de San Doménico. Los frailes dominicos se trasladaron fuera de ella y la primera piedra del nuevo edificio se colocó el 19 de marzo de 1826.
La obra inaugural fue la ópera de Bellini Bianca e Fernando que tuvo lugar el 7 de abril de 1828, a pesar de que la estructura y decoración no estaban terminados. El auditorio da cabida a una audiencia de alrededor de 2.500 en cinco niveles (cada uno con 33 compartimientos), en la parte superior se encuentra una galería. La acústica se considera entre los mejores de la época. 
Desde 1853 y durante casi cuarenta años, Verdi tuvo fuertes vínculos profesionales con el Teatro Carlo Felice. En 1892, Génova conmemoró el 400.º aniversario de Colón y el descubrimiento de América y, para celebrar la ocasión, el teatro Carlo Felice fue renovado y redecorado con un costo de 420.000 liras (cerca de £ 17.000). Verdi fue elegido para componer una ópera para la ocasión, pero declinó el honor, con la excusa de que ya era demasiado viejo.

### La destrucción durante la Segunda Guerra Mundial
La sala se modificó varias veces en los años 1859-1934, y se mantuvo indemne hasta el 9 de febrero de 1941, cuando los disparos de un buque de guerra británico alcanzaron el techo, dejando un gran agujero a cielo abierto y destruyendo el techo del auditorio que había sido un ejemplo único de la extravagancia del siglo XIX, siendo su principal característica un amplio círculo de ángeles, querubines y otras criaturas aladas brillantemente pintadas en alto relieve sobre el techo.
El edificio sufrió nuevos daños el 5 de agosto de 1943, cuando las bombas de la Segunda Guerra Mundial iniciaron un incendio que destruyó el entre bastidores, incluyendo todas las escenas y los accesorios de madera, pero sin alcanzar el auditorio principal. Lamentablemente, causaron más daño los saqueadores, que despojaron a la parte posterior del teatro de todos los desechos de metal que podían.[cita requerida] Por último, un ataque aéreo inglés en septiembre de 1944 provocó la destrucción de la parte frontal del teatro, dejando prácticamente solo las paredes exteriores y los pasillos detrás de las filas de palcos intactos. 

### La reconstrucción y la época moderna
Los planes de reconstrucción comenzaron inmediatamente después de la guerra. El primer diseño de Paolo Antonio Chessa (1951) fue rechazado, y el segundo, de Carlo Scarpa, fue aprobado en 1977, aunque su prematura muerte le impidió hacerlo. Aldo Rossi, Ignazio Gardella y Fabio Reinhart, fueron los quien realizaron la reconstrucción. Parte de la fachada original se ha recreado, pero el interior es totalmente moderno.
La sala reabrió oficialmente en junio de 1991, con la composición de un salón principal con hasta 2000 asientos y un pequeño auditorio de hasta 200 asientos.